# مزرعه میرها
مزرعه میرها یک روستا در ایران است که در استان یزد واقع شده‌است. مزرعه میرها ۹۷ نفر جمعیت دارد.